# Glăvile
Glăvile là một xã thuộc hạt Vâlcea, România. Dân số thời điểm năm 2002 là 2578 người.